# Jules-Désiré Caudron
Pour les articles homonymes, voir Caudron.
Jules-Désiré Caudron est un peintre français né à Paris le 22 octobre 1816 et mort à Abbeville le 18 décembre 1877.

## Biographie

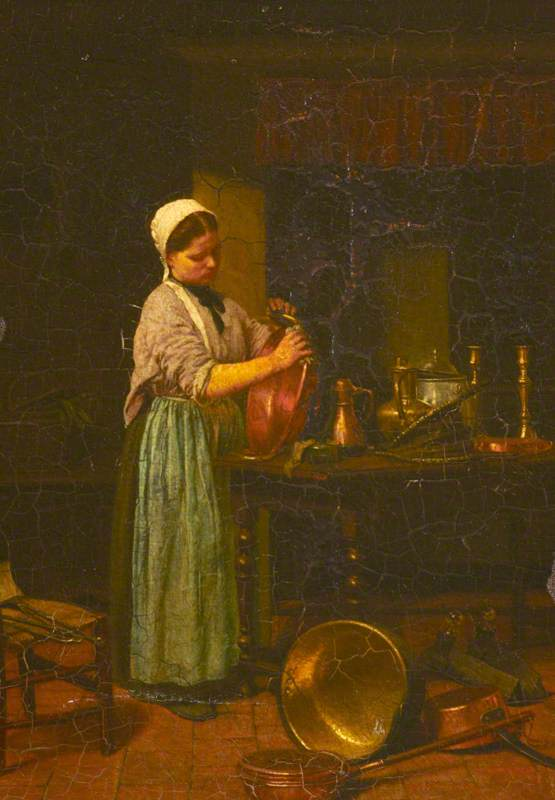
Femme de ménage récurant des casseroles (vers 1860), Nymans, National Trust.

Jules-Désiré Caudron entre le 27 mars 1837 aux Beaux-Arts de Paris où il est élève de Pierre-Jean David d'Angers. Il installe son atelier au 6, rue Royale-Saint-Antoine à Paris, se fixant ensuite à Abbeville où il devient professeur de dessin.
Il est le père du peintre abbevillois Eugène Caudron.

## Expositions
- Salon de peinture et de sculpture, Paris, de 1842 à 1867[1].
- D'une rive, l'autre. Paysages et scènes des bords de l'eau. Peintres anglais et français au XIXe siècle, abbaye de Saint-Riquier, juin-septembre 2013[4].

## Réception critique
- « Il représente surtout le réalisme des pêcheurs et les verotières de Cayeux-sur-Mer où il se rend chaque été avant son installation dans la région. Il continue ensuite à reproduire avec une grande fidélité des sujets picards pris au bord de mer. » - Hélène Braeuener et Bénédicte Pradié-Ottinger[3]

## Œuvres dans les collections publiques
France
- Abbeville, musée Boucher-de-Perthes :
  - Portrait de Mademoiselle Nelly Delattre, 1859, huile sur toile[5] ;
  - Une vieille femme de pêcheur à Cayeux-sur-Mer, huile sur toile, 90 × 71 cm[6] ;
  - Marin allumant sa pipe, huile sur toile, 59 × 71 cm[6] ;
  - Préparatifs de la pêche aux célans à Cayeux-sur-Mer, huile sur toile[3].

Royaume-Uni
- Nymans, National Trust : Femme de ménage récurant des casseroles, vers 1860[7].

## Élèves
- Henry Paul Edmond Caron[8].